# Wouter Planteijdt
Wouter Planteijdt (Haarlem, 28 oktober 1957) is een Nederlands zanger/gitarist die deel uitmaakt van de band Sjako!.
Wouter Planteijdt is begonnen in de Amsterdamse band Door Mekaar, waarin onder andere zijn broer Dolf Planteijdt speelde. Door Mekaar schreef onder andere het nummer Je loog tegen mij dat later in een versie van Drukwerk bekend werd. 
Daarnaast is Planteijdt betrokken geweest als sessiemuzikant of producer bij veel verschillende projecten met onder andere Paul de Munnik, Maarten van Roozendaal, Bob Fosko, Adrian Borland en Capricorn.
In 2017 is hij samen met drummer Martijn Bosman begeleider van Sanne Wallis de Vries bij de theatershow Gut. Ook was hij muzikant bij theatervoorstelling Harmonium met Leo Blokhuis en Ricky Koole.
Hij vertaalde bovendien teksten van De Dijk voor het in 2010 uitgebrachte album Hold on tight met Solomon Burke.
Onder de naam Spanjers, Dijsseldonk & Planteijdt maakte hij in 2015 samen met Eric van Dijsseldonk en Roel Spanjers een mini-album met op de muziek van The Band geïnspireerde americana-muziek.